# Shigella dysenteriae
Shigella dysenteriae es una bacteria con forma de bacilo del género Shigella,  habitante normal del tracto gastrointestinal humano y que puede causar shigellosis (disentería bacteriana). Es una bacteria Gram-negativa, no formadora de esporas, anaerobia facultativa y no-móvil.
S. disenteriae se propaga contaminando el agua y los alimentos, causando las más severas disenterías debido a su potente y mortal toxina Shiga, aunque otras especies también pueden ser agentes de disentería.
Microorganismo típico. Es un bacilo gram-negativo delgado; en cultivos jóvenes se presentan formas cocobacilares.
Cultivo. Son anaerobio facultativos, pero crecen mejor en condiciones aerobias. Las colonias convexas, circulares y transparentes con bordes nítidos alcanzan un diámetro de aproximadamente 2 mm en veinticuatro horas.
Características de crecimiento. Fermenta la glucosa pero no la lactosa. Forma ácido a partir de carbohidratos, pero pocas veces producen gas.
Exotoxina. S. dysenteriae produce una exotoxina termolabil que afecta el intestino y el sistema nervioso central. La exotoxina es una proteína antigénica mortal para los animales de experimentación. Actúa como enterotoxina y produce diarrea. En humanos también inhibe la absorción de azúcar y aminoácidos en el intestino delgado. Actúa como neurotoxina y esta substancia puede contribuir a la gravedad extrema y naturaleza mortal de las infecciones por S. dysenteriae.